# 216 a.C.
Il 216 a.C. (CCXVI a.C. in numeri romani) è un anno  del III secolo a.C.

## Eventi
Fondazione di Cremona
2 agosto: Battaglia di Canne: Annibale distrugge l'esercito romano di Lucio Emilio Paolo e Gaio Terenzio Varrone

## Morti
- 2 agosto - Marco Minucio Rufo, politico romano
- 2 agosto - Lucio Emilio Paolo, politico e militare romano
- 2 agosto - Gneo Servilio Gemino, romano
- Armonia di Siracusa, principessa
- Marco Emilio Lepido, politico romano
- Gelone II, siceliota (n. 266 a.C.)